# دیگو سگورا
دیگو سگورا (انگلیسی: Diego Segura؛ زادهٔ ۱۶ ژوئن ۱۹۸۴) بازیکن فوتبال اهل اسپانیا است.
از باشگاه‌هایی که در آن بازی کرده‌است می‌توان به باشگاه فوتبال رئال بتیس و باشگاه فوتبال دپورتیوو آلاوس اشاره کرد.